# بنیادی
بنیادی (به انگلیسی: The Bunyadi) نخستین رستوران برهنگان در شهر لندن بود که هدف اولیه تأسیس آن، القای «احساس خالص رهایی» به مشتریان بود. این رستوران به‌طور موقت از اوت ۲۰۱۶ بسته شده است تا به یک کلوپ خصوصی که نیازمند عضویت است، مبدل شود و یک شعبه دیگر نیز در پاریس برپا کند.
این رستوران به دو بخش «با لباس» و «بی‌لباس» تقسیم می‌شود. هنگام ورود، از مشتریان می‌خواهند در اتاقک‌هایی، لباس خود را در بیاورند. سپس به آنها پوشش‌هایی ویژه می‌دهند و از اینجا به بعد، انتخاب با خود آنهاست که این لباس‌های ویژه را در بیاورند یا خیر و سپس به یکی از دوبخش «با لباس» یا «بی‌لباس» در این رستوران بروند.
همچنین در این رستوران غذاهای مخصوص گیاه‌خواران هم ارائه می‌شود.